# Triozidae
Famille
Les Triozidae sont une famille d'insectes de l'ordre des hémiptères, de la super-famille des Psylloidea.

## Caractéristiques
Les insectes de cette famille sont caractérisés par :
- Orientation de la tête : orthognathe
- Yeux composés scindés
- 2 ocelles
- Antennes à 7 segments
- Nervures des ailes réduites
- Corps couvert de cire farineuse
- Tarses à 2 segments.
- Ailes membraneuses

## Liste des genres présents en Europe
Selon Fauna Europaea (16 mars 2023) :
- Bactericera
- Egeirotrioza
- Eryngiophaga
- Eutrioza
- Phylloplecta
- Trichochermes
- Trioza - dont Trioza erytreae, le Psylle africain des agrumes, présent aux îles Canaries et à Madère.